# 의성여자고등학교
의성여자고등학교(義城女子高等學校)는 대한민국 경상북도 의성군 의성읍 후죽리에 있는 공립 고등학교이다.

## 학교 연혁
- 1945년 3월 23일 : 의성공립실과여학교 설립 인가
- 1951년 9월 1일 : 의성여자중학교로 개편
- 1952년 4월 1일 : 고등학교 개교(3학급)
- 1978년 3월 1일 : 단설 고등학교로 분리
- 1989년 7월 21일 : 현 위치로 교사 신축 이전
- 2008년 3월 1일 : 교육과학기술부 지정 기숙형 공립학교
- 2016년 3월 1일 : 교육부요청 도지정 (동계스포츠 동아리) 연구학교 지정
- 2017년 2월 28일 : 예지관 리모델링(자율학습실 전용)
- 2020년 3월 1일 : 회의실(혜윰마당) 구축
- 2021년 3월 1일 : 고교학점제 선도학교 운영
- 2024년 2월 2일 : 제70회 졸업식(졸업생 47명, 총 9,248명)
- 2024년 3월 1일 : 제34대 이효숙 교장 취임

## 참고 자료
- 의성여자고등학교 - 한국교육학술정보원 학교알리미